# Austrolimnophila orthia
Austrolimnophila orthia är en tvåvingeart som först beskrevs av Alexander 1924.  Austrolimnophila orthia ingår i släktet Austrolimnophila och familjen småharkrankar. Inga underarter finns listade i Catalogue of Life.